# 段朝宗
段朝宗（1523年—？），字于海，一字公見，陝西西安府朝邑縣人，民籍，明朝政治人物。

## 生平
嘉靖三十七年（1558年）戊午科陝西鄉試第十三名舉人。嘉靖三十八年（1559年）中式己未科會試第一百九十七名，三甲第二百一十四名進士。授中书舎人，拜兵科给事中，四十四年十二月迁礼科右，廵视京营，条奏防秋八事，多见施行。出知岳州府。隆慶元年（1567年）调任徽州府。

## 家族
曾祖段瑄；祖父段景新；父段奎，母楊氏；繼母馬氏。严侍下。弟朝濟。